# Sexto Real Regimiento de Tanques
El 6 º Regimiento Real de Tanques (6 RTR del inglés 6th Royal Tank Regiment), fue un regimiento del Regimiento Real de Tanques, del Ejército Británico, activo hasta 1959. Inicialmente, entró en acción bélica como el sexto Batallón del Cuerpo de Tanques en 1917.

## Primera Guerra Mundial

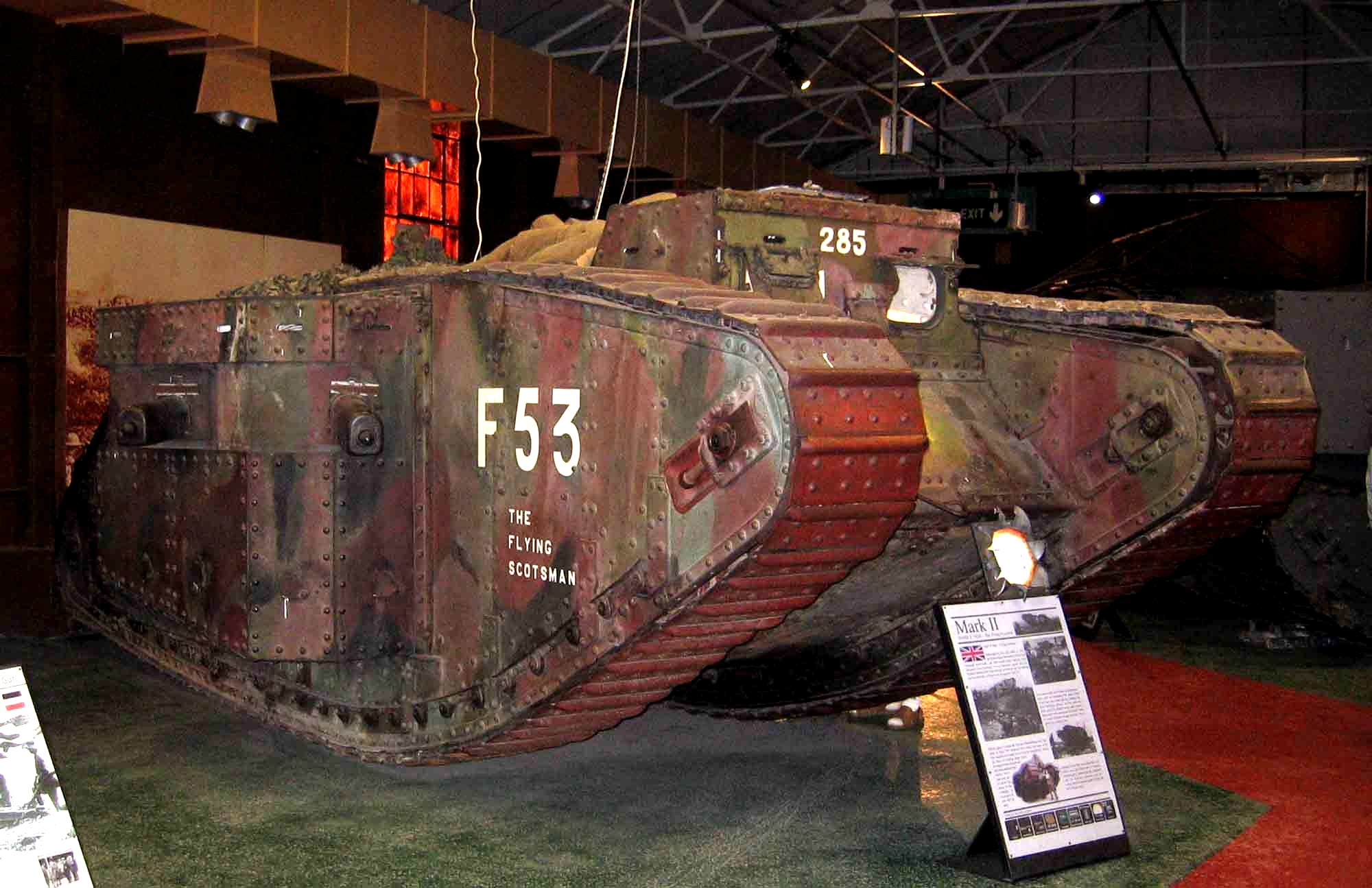
Mark II de la F53, "The Flying Scotsman", componente del F Batallón Cuerpo de Tanques, en el Museo de Tanques de Bovington

Los tanques fueron utilizados por primera vez en acción bélica en 1916, fueron operados por la División Pesada del Cuerpo de ametralladoras (Machine Gun Corps). Estuvo constituido por seis compañías,nombradas  de la A a la F. Con el rápido crecimiento de las fuerzas de tanques, estas compañías se utilizaron como germen de nuevos batallones, los cuales fueron trasladados rápidamente al recién formado Cuerpo de Tanques, y luego cambiaron su nomenclatura de letras a números. La compañía F se convirtió así en el Batallón F de la División Pesada en noviembre de 1916, y el Batallón F del Cuerpo de Tanques, a continuación, se designó como 6th batallón del Cuerpo de Tanques en enero de 1918.

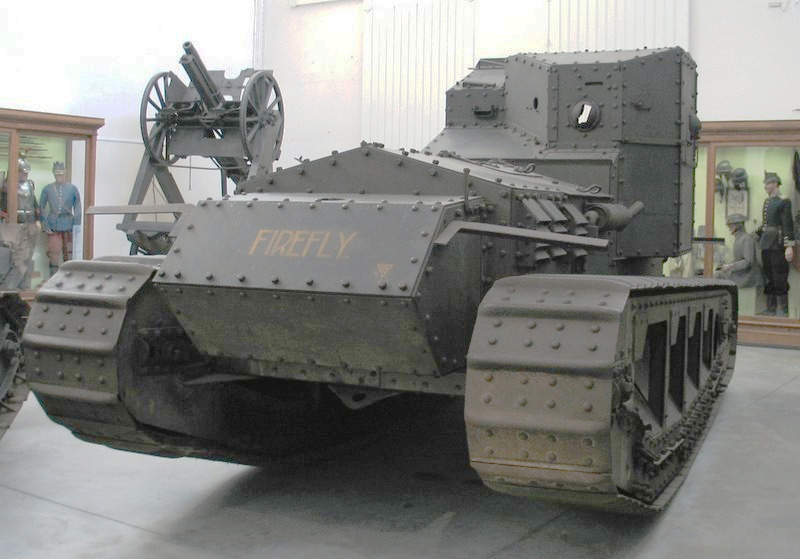
Whippet Mk A 347 "Firefly", del 6º Batallón del Cuerpo de Tanques, en la actualidad en el Museo del Ejército en Bruselas.

Durante este tiempo, la unidad entró en acción bélica; luchó en la Batalla de Messines, Passchendaele, Cambrai, Amiens (con tanques ligeros Mc Whippet A ), Baupame, Arras dos veces y Cambrai-St Quentin.
Durante este tiempo, una Cruz Victoria fue concedida al capitán Richard Annesley West de la North Irish Horse, en ese momento teniente coronel comandante del sexto Batallón del Cuerpo de Tanques. Esta fue una de las sólo cuatro Cruz Victoria otorgadas al Cuerpo durante la Gran Guerra.

## Periodo de entreguerras
Después del armisticio, el Cuerpo de Tanques fue drásticamente reducido, desde veintiséis batallones en 1919 a cuatro en la década de 1920. El sexto batallón fue uno de los disueltos, con el resto de su personal fue transferido al 3.er Batallón en noviembre de 1919.
En la década de 1930, se tomó la decisión de ampliar el Real Cuerpo de Tanques (se añadió "Royal" al título del regimiento en 1923). Dos compañías integradas por vehículos blindados en Egipto de los Reales Cuerpos de Tanques, la tercera y quinta, se unieron y reformaron como el 6º batallón del  Real Cuerpo de Tanques. Sin embargo, esta unidad fue casi simbólica- sólo estaba compuesta por dos compañías - y no fue rearmada a todo potencial con una tercera compañía hasta principios de 1939, momento en el que se cambió el nombre a sexto Regimiento Real de Tanques.

## Segunda Guerra Mundial
Cuando la guerra estalló en 1939, el 6 RRT tuvo base en Egipto con la Brigada pesada acorazada (Egipto), formando parte de la División Acorazada (Egipto). Estaba equipado con una mezcla de tanques ligeros Mk VIb, tanques medianos Mark II y tanques Mk I Cruiser.

## Posguerra
El 6 RRT entró de nuevo en acción durante la crisis de Suez en 1956, donde los escuadrones HQ, B y C fueron desembarcados para apoyar la Operación Mosquetero (Operation Musketeer (1956)).  En 1948, el regimiento se encuentra en el aeródromo Scofton de Notts. En 1959 se fusionó con el tercer Real Regimiento de Tanques.